# ساهامادیو (فارافانگانا)
ساهامادیو (به لاتین: Sahamadio) یک منطقهٔ مسکونی در ماداگاسکار است که در فرافنگانا واقع شده است. ساهامادیو ۲۱٬۰۰۰ نفر جمعیت دارد و ۳۸ متر بالاتر از سطح دریا واقع شده است.